# Udar (fizyka)
Udar – miara zmiany zrywu w czasie. Dany jest następującym wzorem:
{\displaystyle {\vec {u}}={\frac {d{\vec {z}}}{dt}}={\frac {d^{2}{\vec {a}}}{dt^{2}}}={\frac {d^{3}{\vec {v}}}{dt^{3}}}={\frac {d^{4}{\vec {r}}}{dt^{4}}}}
w którym  {\displaystyle {\vec {z}}} oznacza zryw, {\displaystyle {\vec {a}}} – przyspieszenie, {\displaystyle {\vec {v}}} – prędkość, {\displaystyle {\vec {r}}} – położenie, {\displaystyle t} – czas.
Jednostką udaru jest m/s4.